# Outis Suite
Outis Suite è un film del 2014 diretto da Mimmo Mongelli  

## Trama
Il film è una trasposizione cinematografica in chiave moderna dell’Odissea di Omero.

## Produzione
Il film è ambientato in Puglia nei comuni di Ostuni e Fasano.